# 용강동 정구중 가옥
용강동 정구중 가옥(龍江洞 鄭求中 家屋)은 서울특별시 마포구 큰우물로2길에 있는 일제강점기의 용강동정구중가옥이다. 1977년 3월 17일 서울특별시의 민속문화재 제17호로 지정되었다.

## 개요
좁은 터에 안채, 행랑채, 별당을 따로 만든 한옥 살림집이며 1920년대 이후 개량한옥으로서 보기 드문 예가 되는 집이다. 대문을 들어서면 다시 대문채가 있고 안쪽에 있는 대문을 들어서야 안채가 있다.
대문간 행랑채는 일반적인 一자형 평면과 다르게 휘어지게 지었으며 대문의 남쪽으로 방 2칸과 광 2칸을 두었다. 현재 광 1칸은 방으로 개조하였다. 안채는 지붕 옆면의 선이 여덟 팔(八)자 모양과 비슷한 팔작지붕이며 창호는 대부분 현대식으로 바꾸었다. 대문채와 별당채는 옆면에서 볼 때 지붕선이 사람 인(人)자 모양과 비슷한 맞배지붕으로 꾸몄다.
도시의 제약된 좁은 집터에 오밀조밀 전통 한옥 구조의 깊은 맛을 보여주고 있는 집이다.

## 참고 자료
- 용강동정구중가옥 - 국가유산청 국가유산포털